# بيتر ساليفان
بيتر ساليفان (بالإنجليزية: Pete Sullivan)‏ هو ممثل بريطاني، ولد في 26 يوليو 1964 في المملكة المتحدة.

## أعمال

### أفلام
- (1997) ابن آوى[4]
- (2014) وجه ملاك[5]

## وصلات خارجية
- بيتر ساليفان على موقع IMDb (الإنجليزية)
- بيتر ساليفان على موقع قاعدة بيانات الأفلام السويدية (السويدية)
- بيتر ساليفان على موقع قاعدة بيانات الفيلم (الإنجليزية)
- بيتر ساليفان على موقع كينوبويسك (الروسية)